# Evangelisch onderwijs in Nederland
Onder evangelisch onderwijs wordt verstaan gewoon onderwijs op evangelische grondslag. De behoefte hieraan ontstond doordat de bestaande protestants-christelijke scholen de laatste decennia steeds minder aandacht besteedden aan Bijbelgetrouw onderwijs en opvoeding. Met name ontbrak daar nadruk op de persoonlijke ervaring van de verlossing door Jezus Christus, zoals die door evangelische christenen juist centraal wordt gesteld.
Evangelisch onderwijs is in 1997 door de minister van OCW erkend als een afzonderlijke richting binnen het onderwijs. Sinds die tijd wordt in Nederland een aantal evangelische scholen door de rijksoverheid bekostigd. Het initiatief tot het opzetten van Evangelisch Voortgezet Onderwijs werd genomen door Herman ter Welle, de stichter van In de Ruimte. Van 1985-1998 hebben Herman ter Welle en Professor E. Vanbeckevoort voorbereidend werk gedaan om tot de oprichting te komen van Evangelisch Voortgezet Onderwijs. 
Op diverse plaatsen in Nederland bevinden zich evangelische scholen. Zij bieden algemeen onderwijs, vanuit een achtergrond die aansluit bij de evangelische beweging.

## Basisonderwijs
Er zijn in Nederland evangelische basisscholen in de volgende plaatsen:
| - Almere - Amsterdam - Arnhem - Deventer | - Ede - Doetinchem - Dordrecht - Eindhoven | - Den Haag - Hoogeveen - Hoogland (Amersfoort) - Zaandam |

Zes basisscholen die aangesloten waren bij de Stichting voor Evangelische Scholen sloten in 2014 de deuren. Het schoolbestuur van de koepelorganisatie ging daartoe over nadat uit onderzoek van de onderwijsinspectie bleek dat er sprake was van wanbestuur. Staatssecretaris van Onderwijs Sander Dekker stelde dat hij zelf was overgegaan tot sluiting als het schoolbestuur zelf niet daartoe was overgegaan. De scholen stonden in Amsterdam, Apeldoorn, Hoofddorp, Tilburg, Utrecht en Rotterdam.
Verschillende van deze scholen hebben een regionaal karakter. Sommige hebben dan ook eigen vervoer in de vorm van (gewoonlijk door vrijwilligers gereden) personenbusjes, waarmee verder weg wonende leerlingen kunnen worden opgehaald en thuisgebracht.
Sinds 2003 is er een Platform Evangelisch Onderwijs Nederland (PEON), dat als samenwerkingsverband voor deze scholen fungeert.

## Voortgezet onderwijs
De Passie, Stichting voor Evangelisch Bijbelgetrouw Onderwijs onderhoudt in Nederland onder de naam de Passie drie scholen voor voortgezet onderwijs, die alle vmbo-tl, havo en vwo bieden:
- De Passie Rotterdam (sinds 2002; in 2016: 555 leerlingen)
- De Passie Utrecht (sinds 1999; in 2016: 925 leerlingen)
- De Passie Wierden (Ov.) (sinds 2008; in 2016 618 leerlingen)

## Tertiair onderwijs
Er bestaat tertiair onderwijs dat geheel of gedeeltelijk vanuit een evangelische achtergrond wordt gegeven. Het wordt vooral gegeven in een beperkt aantal studierichtingen, vooral op maatschappelijk gebied, in de hulpverlening, theologie en dergelijke. De bekendste zijn:
- Christelijke Hogeschool Ede (erkend hbo; ontstaan uit fusie van enkele gereformeerde en evangelische opleidingen)
- Evangelische Theologische Faculteit Leuven (erkend hbo en WO); deze bedient het gehele Nederlandse taalgebied en verstrekt erkende Belgische licentiaats- en doctorstitels.
- Evangelische Hogeschool Amersfoort; diploma’s niet erkend door de overheid; biedt onder meer een soort "tussenjaar” tussen vwo en hoger onderwijs.